# El Jicaral, Santiago Amoltepec
El Jicaral är en ort i Mexiko.   Den ligger i kommunen Santiago Amoltepec och delstaten Oaxaca, i den sydöstra delen av landet, 400 km sydost om huvudstaden Mexico City. El Jicaral ligger 1 180 meter över havet och antalet invånare är 129.
Terrängen runt El Jicaral är bergig norrut, men söderut är den kuperad. Runt El Jicaral är det ganska tätbefolkat, med 54 invånare per kvadratkilometer. Närmaste större samhälle är Barranca Cosida, 2,0 km öster om El Jicaral. I omgivningarna runt El Jicaral växer huvudsakligen savannskog.